# Jadwiga Lisowska
Jadwiga Lisowska z domu Wolańska (ur. 5 kwietnia 1897 w Petersburgu, zm. 12 września 1974 w Toruniu) – historyk i bibliotekarka.

## Życiorys
Ukończyła gimnazjum w Petersburgu. W latach 1916–1918 studiowała na dwuletnich Wyższych Kursach Polskiego Towarzystwa Miłośników Historii i Literatury Polskiej w Piotrogrodzie. W latach 1918–1922 pracowała tam w biurze, w latach 1921–1922. W latach 1921–1922 uczyła historii i języka polskiego w byłym gimnazjum św. Katarzyny. W 1922 wyszła za mąż za Stanisława Lisowskiego. Po powrocie do Polski pracowała jako nauczycielka w szkole im. Szymona Konarskiego w Lublinie oraz w tamtejszym Archiwum Państwowym (1923-1925). W okresie 1925–1928 współpracowała z Delegacją RP w Mieszanej Komisji Rewindykacyjnej i Specjalnej w Leningradzie (jej mąż był ekspertem tej Komisji). W latach 1927–1945 przebywała w Wilnie. Studiowała tam historię, w 1933 uzyskała absolutorium. Brała udział z inicjatywy Stanisława Kościałkowskiego w Bibliografii druków wileńskich 1800-1832 (nieopublikowana). W maju 1945 wraz z mężem przybyła do Torunia. Tam w 1946 uzyskała magisterium z historii i pracowała w okresie 1946-1947, 1950-1964 Bibliotece Głównej UMK. Brała udział w zespołowych pracach opracowania Bibliografia czasopism pomorskich: województwo bydgoskie (Toruń 1960).